# Капітолій штату Вірджинія
Капітолій штату Вірджинія (англ. Virginia State Capitol) — адміністративна будівля (комплекс будівель) у м. Річмонд, що є офіційним місцеперебуванням Генеральної асамблеї штату Вірджинія (законодавчого органу/легіслатури штату). Капітолій споруджено у стилі неокласицизму з елементами паладіанської архітектури та тенденцій, притаманних т. зв. федеральному архітектурному стилю (федеральній архітектурі) у проектуванні тогочасних громадських будівель в Америці. У 1904—1906 та 2004—2007 роках капітолій Вірджинії добудовувався та розширювався, що перетворило первинний капітолій на комплекс будівель (комплекс капітолія, капітолійський комплекс, англ. Virginia State Capitol complex).
Капітолій Вірджинії — визначна архітектурна пам'ятка. Внесений до реєстру пам'яток Вірджинії, реєстру національних історичних пам'яток США, національного реєстру історичних місць США; від січня 2008 року капітолій Вірджинії перебував у попередньому переліку (Tentative Lists) на включення до Списку об'єктів Світової спадщини ЮНЕСКО в Північній Америці, але так і не отримав статус об'єкта Світової спадщини ЮНЕСКО до кінця 2018 року.
Капітолій Вірджинії є значним об'єктом культурного туризму.

### Додаткові посилання
- The Virginia State Capitol in Richmond // statesymbolsusa.org [Архівовано 22 червня 2019 у Wayback Machine.]
- Richard Guy Wilson et al., “Virginia State Capitol” (Richmond, Virginia), SAH Archipedia, eds. Gabrielle Esperdy and Karen Kingsley, Charlottesville: UVaP, 2012 // SAH Archipedia —Society of Architectural Historians[недоступне посилання з вересня 2019] (Accessed 2019-06-22.)
- The Virginia State Capitol in Richmond // Cupolas of Capitalism — State Capitol Building Histories [Архівовано 13 грудня 2020 у Wayback Machine.]
- Virginia State Capitol Richmond // daddybobphotos.com [Архівовано 27 серпня 2016 у Wayback Machine.]
- Mabel O. Wilson. Notes on the Virginia Capitol // from: Race and Modern Architecture: A Critical History from the Enlightenment to the Present, edited by Irene Cheng, Charles L. Davis II, and Mabel O. Wilson (2020). (link 2, link 3 , full)